# 닉 오퍼먼
닉 오퍼먼(Nick Offerman, 1970년 6월 26일 ~ )은 미국의 배우, 희극인, 작가, 제작자이다. NBC 시트콤 《팍스 앤 레크리에이션》(2009-15)으로 2011년 제27회 TCA 어워드에서 코미디 연기자상을 수상하였으며, HBO 드라마 《더 라스트 오브 어스》(2023)로 2024년 제25회 프라임타임 에미상 드라마 부문 찬조출연상을 받았다.

## 출연 작품

### 텔레비전
- 팍스 앤 레크리에이션 (2009-15)
- 괴짜가족 괴담일기 (2012-16) - 애니메이션
- 파고 (2015)
- 팸 & 토미 (2022)
- 더 라스트 오브 어스 (2023)

### 영화
- 시티 오브 엔젤 (1998)
- 머더 바이 넘버 (2002)
- 노벰버 (2004, November)
- 커스드 (2005)
- 미스 에이전트 2 (2005)
- 씬 시티 (2005)
- 리스트커터스 - 러브 스토리 (2006)
- 초 민망한 능력자들 (2009)
- 테이킹 챈스 (2009)
- 올 굿 에브리씽 (2010)
- 스매쉬드 (2012, Smashed)
- 21 점프 스트리트 (2012)
  - 22 점프 스트리트 (2014)
- Casa de Mi Padre (2012)
- 어네스트와 셀레스틴 (2012) - 애니메이션 영어 더빙
- 킹 오브 썸머 (2013)
- 우리는 밀러 가족 (2013)
- 레고 무비 (2014) - 강철수염 역 (애니메이션)
  - 레고 무비 2 (2019)
- 나를 부르는 숲 (2015)
- 나와 친구, 그리고 죽어가는 소녀 (2015)
- 나이트 오브 컵스 (2015)
- 대니 콜린스 (2015)
- 몬스터 호텔 2 (2015) - 애니메이션
- 아이스 에이지: 지구 대충돌 (2016) - 애니메이션
- 씽 (2016) - 애니메이션
  - 씽2게더 (2021)
- 파운더 (2016) - 딕 맥도날드 역
- 내 이름은 꾸제트 (2016) - 레이먼드 역 (애니메이션 영어 더빙)
- 하우스 오브 투모로우 (2017, The House of Tomorrow) - 앨런 휫컴 역 (기획, 조연)
- 더 리틀 아워즈 (2017)
- 더 히어로 - 제레미 프로스트 역
- 배드 타임즈: 엘 로얄에서 생긴 일 (2018)
- White Fang (2018) - 애니메이션
- 루시 인 더 스카이 (2019)
- 오리진 (2023)
- 딕스: 더 뮤지컬 (2023)
- 덤 머니 (2023) - 켄 그리핀 역
- 시빌 워: 분열의 시대 (2024) - 미국 대통령 역
- 미션 임파서블 8 (2025 예정)